# Dolores Cristina
Dolores Cristina (née le 10 janvier 1949 à Isla, Malte), est une femme politique maltaise. Elle est ministre de l'Éducation, de l'Emploi et de la Famille du 9 février 2010 au 13 mars 2013.
Elle a été ministre de la Famille et de la Solidarité sociale du 23 mars 2004 au 8 mars 2008 et ministre de l'Éducation et de la Culture du 8 mars 2008 au 9 février 2010 dans les gouvernements de Lawrence Gonzi.